# 紀元前760年
紀元前760年（きげんぜん760ねん）は、西暦による年。

## 他の紀年法
- 干支 : 辛巳
- 中国
  - 周 - 平王11年
  - 魯 - 恵公9年
  - 斉 - 荘公贖35年
  - 晋 - 文侯21年
  - 秦 - 文公6年
  - 楚 - 霄敖4年
  - 宋 - 武公6年
  - 衛 - 武公53年
  - 陳 - 平公18年
  - 蔡 - 共侯2年
  - 曹 - 恵伯36年
  - 鄭 - 武公11年
  - 燕 - 鄭侯5年
- 朝鮮
  - 檀紀1574年
- ユダヤ暦 : 3001年 - 3002年

## できごと
- 曹の恵伯が死去し、子の曹君石甫が即位したが、弟の穆公に殺害された。

## 死去
- 蔡の共侯
- 曹の恵伯
- 曹君石甫